# Schema (psihologie cognitivă)
În psihologie cognitivă, schemele sunt reprezentații mentale abstracte care rezumă și organizează în mod structurat evenimente, obiect, situații sau experiențe asemănătoare. Schemele, stocate în memorie pe termen lung, permit analizarea, selecționarea, structurarea și interpretarea noilor informații. Schemele servesc deci oarecum de model, de cadru (ca să folosim expresia echivalentă utilizată în inteligența artificială) pentru a procesa informația și a dirija comportementele.
În modelul de control al acțiunii propus de Norman și Shallice (1980), schemele sunt rutine de acțiune, executate în mod automat pe baza unor indicii interne din mediul ambient.